# 潘特邁姆角
潘特邁姆角（英語：Pantomime Point）是南極洲的海岬，位於南奧克尼群島的西格尼島，處於古爾利半島東端，在1933年由英國探險隊測量，現時由南極條約體系管理。